# Tomisław Donczew
Tomisław Pejkow Donczew, bułg. Томислав Пейков Дончев (ur. 6 sierpnia 1973 w Gabrowie) – bułgarski polityk i przedsiębiorca, działacz partii GERB, burmistrz Gabrowa (2007–2010), parlamentarzysta krajowy, poseł do Parlamentu Europejskiego VIII kadencji, minister bez teki w pierwszym rządzie Bojka Borisowa (2010–2013) oraz wicepremier w jego drugim i trzecim rządzie (2014–2017, 2017–2021), wicepremier oraz minister innowacji i wzrostu w gabinecie Rosena Żelazkowa (od 2025).

## Życiorys
Jest absolwentem wydziału filozofii Uniwersytetu Wielkotyrnowskiego im. Świętych Cyryla i Metodego, Po zakończeniu studiów przez dwa lata pracował jako nauczyciel w szkole średniej, a następnie był redaktorem w stacji radiowej w Gabrowie.
W swojej rodzinnej miejscowości rozpoczął także działalność biznesową w lokalnym inkubatorze przedsiębiorczości, gdzie zajmował stanowisko dyrektora generalnego (2000–2004). Później był analitykiem w sofijskim think tanku zajmującym się społeczeństwem obywatelskim, a także ukończył dodatkowe kursy na Uniwersytecie Oksfordzkim oraz studia menedżerskie na macierzystej uczelni.
W 2007 zaangażował się w działalność polityczną, kiedy to z listy nowo powołanej partii Obywatele na rzecz Europejskiego Rozwoju Bułgarii (GERB), poszukującej aktywnych osób bez doświadczenia politycznego. Wystartował wówczas z powodzeniem w wyborach na burmistrza Gabrowa. Zajmował to stanowisko przez trzy lata. W marcu 2010 wszedł do rządu Bojka Borisowa na utworzone w tym czasie stanowisko ministra ds. funduszy Unii Europejskiej, odpowiedzialnego za rozdysponowanie i wykorzystanie tych środków. Urząd ten sprawował do marca 2013. W tym samym roku uzyskał mandat posła do Zgromadzenia Narodowego 42. kadencji.
W 2014 stanął na czele listy partii GERB w wyborach europejskich, uzyskując mandat eurodeputowanego VIII kadencji. 7 listopada tego samego roku objął urząd wicepremiera ds. funduszy europejskich i polityki gospodarczej w drugim rządzie Bojka Borisowa. Sprawował go do stycznia 2017. W marcu tego samego roku został wybrany w skład bułgarskiego parlamentu 44. kadencji. W maju 2017 otrzymał ponownie nominację na wicepremiera w trzecim gabinecie lidera partii GERB, funkcję tę pełnił do maja 2021.
W kwietniu 2021, lipcu 2021, listopadzie 2021, październiku 2022, kwietniu 2023, czerwcu 2024 i październiku 2024 utrzymywał mandat deputowanego na kolejne kadencje.
W styczniu 2025 dołączył do nowo powołanego rządu Rosena Żelazkowa, obejmując w nim stanowiska wicepremiera oraz ministra innowacji i wzrostu.